# Brachypelma albiceps
Brachypelma albiceps is een spin, die behoort tot de vogelspinnen. Deze bodembewonende soort komt voor in wouden in Midden-Amerika, voornamelijk in Mexico. De spin is erg territoriaal ingesteld en zal snel brandharen strooien bij het indringen van hun territorium.
De spin groeit niet zo snel en wordt niet erg oud voor een Brachypelma-soort. De spanwijdte van de spin kan bij een volwassen exemplaar tot 15 cm bedragen.